# National Board of Review Awards 2007
La 79ª edizione dei National Board of Review Awards si è tenuta il 5 dicembre 2007.

## Classifiche

### Migliori dieci film
- Sweeney Todd - Il diabolico barbiere di Fleet Street (Sweeney Todd: The Demon Barber of Fleet Street), regia di Tim Burton
- L'assassinio di Jesse James per mano del codardo Robert Ford (The Assassination of Jesse James by the Coward Robert Ford), regia di Andrew Dominik
- Il cacciatore di aquiloni (The Kite Runner), regia di Marc Forster
- Lars e una ragazza tutta sua (Lars and the Real Girl), regia di Craig Gillespie
- Michael Clayton, regia di Tony Gilroy
- The Bourne Ultimatum - Il ritorno dello sciacallo (The Bourne Ultimatum), regia di Paul Greengrass
- Into the Wild - Nelle terre selvagge (Into the Wild), regia di Sean Penn
- Non è mai troppo tardi (The Bucket List), regia di Rob Reiner
- Juno, regia di Jason Reitman
- Espiazione (Atonement), regia di Joe Wright

### Migliori film stranieri
- La vie en rose (La Môme), regia di Olivier Dahan
- La banda (Bikur Ha-Tizmoret), regia di Eran Korilin
- Lussuria - Seduzione e tradimento (Se, jie), regia di Ang Lee
- 4 mesi, 3 settimane e 2 giorni (4 luni, 3 săptămâni şi 2 zile), regia di Cristian Mungiu
- Il falsario - Operazione Bernhard (Die Fälscher), regia di Stefan Ruzowitzky

### Migliori cinque documentari
- Darfur Now, regia di Ted Braun
- Taxi to the Dark Side, regia di Alex Gibney
- Nanking, regia di Bill Guttentag e Dan Sturman
- Toots, regia di Kristi Jacobson
- In the Shadow of the Moon, regia di David Sington e Christopher Riley

### Migliori film indipendenti
- Once, regia di John Carney
- Nella valle di Elah (In the Valley of Elah), regia di Paul Haggis
- La famiglia Savage (The Savages), regia di Tamara Jenkins
- Il destino nel nome - The Namesake (The Namesake), regia di Mira Nair
- Away from Her - Lontano da lei (Away From Her), regia di Sarah Polley
- Honeydripper, regia di John Sayles
- Waitress - Ricette d'amore (Waitress), regia di Adrienne Shelly
- Starting Out in the Evening, regia di Andrew Wagner
- A Mighty Heart - Un cuore grande (A Mighty Heart), regia di Michael Winterbottom
- Great World of Sound, regia di Craig Zobel

## Premi
- Miglior film: Non è un paese per vecchi (No Country for Old Men), regia di Ethan Coen e Joel Coen
- Miglior film straniero: Lo scafandro e la farfalla (Le scaphandre et le papillon), regia di Julian Schnabel
- Miglior documentario: Body of War, regia di Phil Donahue e Ellen Spiro
- Miglior attore: George Clooney (Michael Clayton)
- Miglior attrice: Julie Christie (Away from Her - Lontano da lei)
- Miglior attore non protagonista: Casey Affleck (L'assassinio di Jesse James per mano del codardo Robert Ford)
- Miglior attrice non protagonista: Amy Ryan (Gone Baby Gone)
- Miglior cast: Non è un paese per vecchi (No Country for Old Men), regia di Ethan Coen e Joel Coen
- Miglior performance rivelazione maschile: Emile Hirsch (Into the Wild - Nelle terre selvagge)
- Miglior performance rivelazione femminile: Ellen Page (Juno)
- Miglior regista: Tim Burton (Sweeney Todd - Il diabolico barbiere di Fleet Street)
- Miglior regista esordiente: Ben Affleck (Gone Baby Gone)
- Miglior film d'animazione: Ratatouille, regia di Brad Bird e Jan Pinkava
- Miglior sceneggiatura originale: Diablo Cody (Juno) ex aequo Nancy Oliver (Lars e una ragazza tutta sua)
- Miglior sceneggiatura non originale: Ethan Coen e Joel Coen (Non è un paese per vecchi)
- Premio alla carriera: Michael Douglas
- Premio William K. Everson per la storia del cinema: Robert Osborne
- Premio alla carriera nella direzione della fotografia: Roger Deakins
- Premio Bulgari per la libertà di espressione: The Great Debaters, regia di Denzel Washington ex aequo Persepolis, regia di Marjane Satrapi e Vincent Paronnaud